# Фудбалска репрезентација Чешке
Фудбалска репрезентација Чешке је фудбалски тим који представља Чешку на међународним такмичењима и под контролом је Фудбалског савеза Чешке Републике.
ФИФА и УЕФА третирају репрезентацију Чешке као наследницу репрезентације Чехословачке.

## Учешћа на међународним такмичењима

### Светска првенства
| Година         | Коло                  | Пласман               | ИГ                    | П                     | Н                     | ИЗ                    | ГД                    | ГП                    |
| -------------- | --------------------- | --------------------- | --------------------- | --------------------- | --------------------- | --------------------- | --------------------- | --------------------- |
| Чехословачка   |                       |                       |                       |                       |                       |                       |                       |                       |
| 1930.          | Није учествовала      | Није учествовала      | Није учествовала      | Није учествовала      | Није учествовала      | Није учествовала      | Није учествовала      | Није учествовала      |
| 1934.          | Финале                | 2                     | 4                     | 3                     | 0                     | 1                     | 9                     | 6                     |
| 1938           | Четвртфинале          | 5                     | 3                     | 1                     | 1                     | 1                     | 5                     | 3                     |
| 1950.          | Није учествовала      | Није учествовала      | Није учествовала      | Није учествовала      | Није учествовала      | Није учествовала      | Није учествовала      | Није учествовала      |
| 1954.          | Групна фаза           | 14                    | 2                     | 0                     | 0                     | 2                     | 0                     | 7                     |
| 1958.          | Групна фаза           | 9                     | 4                     | 1                     | 1                     | 2                     | 9                     | 6                     |
| 1962.          | Финале                | 2                     | 6                     | 3                     | 1                     | 2                     | 7                     | 7                     |
| 1966.          | Није се квалификовала | Није се квалификовала | Није се квалификовала | Није се квалификовала | Није се квалификовала | Није се квалификовала | Није се квалификовала | Није се квалификовала |
| 1970.          | Групна фаза           | 15                    | 3                     | 0                     | 0                     | 3                     | 2                     | 7                     |
| 1974.          | Није се квалификовала | Није се квалификовала | Није се квалификовала | Није се квалификовала | Није се квалификовала | Није се квалификовала | Није се квалификовала | Није се квалификовала |
| 1978.          | Није се квалификовала | Није се квалификовала | Није се квалификовала | Није се квалификовала | Није се квалификовала | Није се квалификовала | Није се квалификовала | Није се квалификовала |
| 1982.          | Групна фаза           | 19                    | 3                     | 0                     | 2                     | 1                     | 2                     | 4                     |
| 1986.          | Није се квалификовала | Није се квалификовала | Није се квалификовала | Није се квалификовала | Није се квалификовала | Није се квалификовала | Није се квалификовала | Није се квалификовала |
| 1990.          | Четвртфинале          | 6                     | 5                     | 3                     | 0                     | 2                     | 10                    | 5                     |
| 1994.          | Није се квалификовала | Није се квалификовала | Није се квалификовала | Није се квалификовала | Није се квалификовала | Није се квалификовала | Није се квалификовала | Није се квалификовала |
| Чешка          |                       |                       |                       |                       |                       |                       |                       |                       |
| 1998.          | Није се квалификовала | Није се квалификовала | Није се квалификовала | Није се квалификовала | Није се квалификовала | Није се квалификовала | Није се квалификовала | Није се квалификовала |
| 2002.          | Није се квалификовала | Није се квалификовала | Није се квалификовала | Није се квалификовала | Није се квалификовала | Није се квалификовала | Није се квалификовала | Није се квалификовала |
| 2006.          | Групна фаза           | 20                    | 3                     | 1                     | 0                     | 2                     | 3                     | 4                     |
| 2010. до 2022. | Није се квалификовала | Није се квалификовала | Није се квалификовала | Није се квалификовала | Није се квалификовала | Није се квалификовала | Није се квалификовала | Није се квалификовала |
| Укупно         | 9/22                  | -                     | 33                    | 12                    | 5                     | 16                    | 47                    | 49                    |

### Европска првенства
| Година       | Коло                  | Пласман               | ИГ                    | П                     | Н*                    | ИЗ                    | ГД                    | ГП                    |
| ------------ | --------------------- | --------------------- | --------------------- | --------------------- | --------------------- | --------------------- | --------------------- | --------------------- |
| Чехословачка |                       |                       |                       |                       |                       |                       |                       |                       |
| 1960.        | 3. место              | 3                     | 2                     | 1                     | 0                     | 1                     | 2                     | 3                     |
| 1964.        | Није се квалификовала | Није се квалификовала | Није се квалификовала | Није се квалификовала | Није се квалификовала | Није се квалификовала | Није се квалификовала | Није се квалификовала |
| 1968.        | Није се квалификовала | Није се квалификовала | Није се квалификовала | Није се квалификовала | Није се квалификовала | Није се квалификовала | Није се квалификовала | Није се квалификовала |
| 1972.        | Није се квалификовала | Није се квалификовала | Није се квалификовала | Није се квалификовала | Није се квалификовала | Није се квалификовала | Није се квалификовала | Није се квалификовала |
| 1976.        | Првак                 | 1                     | 2                     | 1                     | 1                     | 0                     | 5                     | 3                     |
| 1980.        | 3. место              | 3                     | 4                     | 1                     | 2                     | 1                     | 5                     | 4                     |
| 1984.        | Није се квалификовала | Није се квалификовала | Није се квалификовала | Није се квалификовала | Није се квалификовала | Није се квалификовала | Није се квалификовала | Није се квалификовала |
| 1988.        | Није се квалификовала | Није се квалификовала | Није се квалификовала | Није се квалификовала | Није се квалификовала | Није се квалификовала | Није се квалификовала | Није се квалификовала |
| 1992.        | Није се квалификовала | Није се квалификовала | Није се квалификовала | Није се квалификовала | Није се квалификовала | Није се квалификовала | Није се квалификовала | Није се квалификовала |
| Чешка        |                       |                       |                       |                       |                       |                       |                       |                       |
| 1996.        | Финалиста             | 2                     | 6                     | 2                     | 2                     | 2                     | 7                     | 8                     |
| 2000.        | Групна фаза           | 10                    | 3                     | 1                     | 0                     | 2                     | 3                     | 3                     |
| 2004.        | Полуфинале            | 3                     | 5                     | 4                     | 0                     | 1                     | 10                    | 5                     |
| 2008.        | Групна фаза           | 11                    | 3                     | 1                     | 0                     | 2                     | 4                     | 6                     |
| 2012.        | Четвртфинале          | 6                     | 4                     | 2                     | 0                     | 2                     | 4                     | 6                     |
| 2016.        | Групна фаза           | 21                    | 3                     | 0                     | 1                     | 2                     | 2                     | 5                     |
| 2020.        | Четвртфинале          | 6                     | 5                     | 2                     | 1                     | 2                     | 6                     | 4                     |
| 2024.        | Групна фаза           | 21                    | 3                     | 0                     | 1                     | 2                     | 3                     | 5                     |
| Укупно       | 11/17                 | -                     | 40                    | 15                    | 8                     | 17                    | 51                    | 52                    |

*Нерешени резултати укључују и мечеве завршнице одлучене извођењем пенала.

### Лига нација
| Рекорди у УЕФА Лиги нација | Рекорди у УЕФА Лиги нација | Рекорди у УЕФА Лиги нација | Рекорди у УЕФА Лиги нација | Рекорди у УЕФА Лиги нација | Рекорди у УЕФА Лиги нација | Рекорди у УЕФА Лиги нација | Рекорди у УЕФА Лиги нација | Рекорди у УЕФА Лиги нација | Рекорди у УЕФА Лиги нација | Рекорди у УЕФА Лиги нација |
| Сезона                     | Лига                       | Група                      | ИГ                         | П                          | Н                          | И                          | ГД                         | ГП                         | П/И                        | Поз.                       |
| -------------------------- | -------------------------- | -------------------------- | -------------------------- | -------------------------- | -------------------------- | -------------------------- | -------------------------- | -------------------------- | -------------------------- | -------------------------- |
| 2018/19.                   | Б                          | 1                          | 4                          | 2                          | 0                          | 2                          | 4                          | 4                          | Same position              | 20.                        |
| 2020/21.                   | Б                          | 2                          | 6                          | 4                          | 0                          | 2                          | 9                          | 5                          | Раст                       | 19.                        |
| 2022/23.                   | А                          | 2                          | 6                          | 1                          | 1                          | 4                          | 5                          | 13                         | Пад                        | 14.                        |
| Укупно                     | Укупно                     | Укупно                     | 16                         | 7                          | 1                          | 8                          | 18                         | 22                         |                            |                            |

### Куп конфедерација
| Година | Коло                  | Пласман               | ИГ                    | П                     | Н*                    | ИЗ                    | ГД                    | ГП                    |
| ------ | --------------------- | --------------------- | --------------------- | --------------------- | --------------------- | --------------------- | --------------------- | --------------------- |
| 1995   | Није се квалификовала | Није се квалификовала | Није се квалификовала | Није се квалификовала | Није се квалификовала | Није се квалификовала | Није се квалификовала | Није се квалификовала |
| 1997.  | Утакмица за 3. место  | 3.                    | 5                     | 2                     | 1                     | 2                     | 10                    | 7                     |
| 1999.  | Није се квалификовала | Није се квалификовала | Није се квалификовала | Није се квалификовала | Није се квалификовала | Није се квалификовала | Није се квалификовала | Није се квалификовала |
| 2001.  | Није се квалификовала | Није се квалификовала | Није се квалификовала | Није се квалификовала | Није се квалификовала | Није се квалификовала | Није се квалификовала | Није се квалификовала |
| 2003.  | Није се квалификовала | Није се квалификовала | Није се квалификовала | Није се квалификовала | Није се квалификовала | Није се квалификовала | Није се квалификовала | Није се квалификовала |
| 2005.  | Није се квалификовала | Није се квалификовала | Није се квалификовала | Није се квалификовала | Није се квалификовала | Није се квалификовала | Није се квалификовала | Није се квалификовала |
| 2009.  | Није се квалификовала | Није се квалификовала | Није се квалификовала | Није се квалификовала | Није се квалификовала | Није се квалификовала | Није се квалификовала | Није се квалификовала |
| 2013.  | Није се квалификовала | Није се квалификовала | Није се квалификовала | Није се квалификовала | Није се квалификовала | Није се квалификовала | Није се квалификовала | Није се квалификовала |
| 2017.  | Није се квалификовала | Није се квалификовала | Није се квалификовала | Није се квалификовала | Није се квалификовала | Није се квалификовала | Није се квалификовала | Није се квалификовала |
| Укупно | 1/10                  | -                     | 5                     | 2                     | 1                     | 2                     | 10                    | 7                     |

## Списак играча заЕвропско првенство 2012.
28. мај 2012.
| Бр. | Поз. | Играч                | Датум рођења        | Наступи | Голови | Клуб                  |
| --- | ---- | -------------------- | ------------------- | ------- | ------ | --------------------- |
| 1   | Г    | Петр Чех             | 20. мај 1982.       | 89      | 0      | Челси                 |
| 2   | О    | Теодор Гебреселасије | 24. децембар 1986.  | 8       | 0      | Слован Либерец        |
| 3   | О    | Михал Кадлец         | 13. децембар 1984.  | 33      | 7      | Бајер Леверкузен      |
| 4   | О    | Марек Сухи           | 29. март 1988.      | 3       | 0      | Спартак               |
| 5   | О    | Роман Хубник         | 6. јун 1984.        | 20      | 2      | Херта Берлин          |
| 6   | О    | Томаш Сивок          | 15. септембар 1983. | 24      | 3      | Бешикташ              |
| 7   | Н    | Томаш Нецид          | 13. август 1989.    | 25      | 7      | ЦСКА Москва           |
| 8   | О    | Давид Лимберски      | 6. октобар 1983.    | 7       | 0      | Викторија Плзењ       |
| 9   | В    | Јан Резек            | 5. мај 1982.        | 12      | 3      | Анортозис             |
| 10  | В    | Томаш Росицки (к)    | 4. октобар 1980.    | 86      | 20     | Арсенал               |
| 11  | В    | Милан Петржела       | 19. јун 1983.       | 9       | 0      | Викторија Плзењ       |
| 12  | О    | Франтишек Рајторал   | 12. март 1986.      | 1       | 0      | Викторија Плзењ       |
| 13  | В    | Јарослав Плашил      | 5. јануар 1982.     | 70      | 6      | Бордо                 |
| 14  | В    | Вацлав Пилар         | 13. октобар 1988.   | 7       | 1      | Викторија Плзењ       |
| 15  | Н    | Милан Барош          | 28. октобар 1981.   | 87      | 40     | Галатасарај           |
| 16  | Г    | Јан Ластувка         | 7. јул 1982.        | 1       | 0      | Дњепро Дњепропетровск |
| 17  | В    | Томаш Хубшман        | 4. септембар 1981.  | 41      | 0      | Шахтар Доњецк         |
| 18  | В    | Данијел Колар        | 27. октобар 1985.   | 9       | 1      | Викторија Плзењ       |
| 19  | В    | Петр Јирачек         | 2. март 1986.       | 6       | 1      | Волфсбург             |
| 20  | Н    | Томаш Пекхарт        | 26. мај 1989.       | 9       | 0      | Нирнберг              |
| 21  | Н    | Давид Лафата         | 18. септембар 1981. | 16      | 2      | Јаблонец              |
| 22  | В    | Владимир Дарида      | 8. август 1990.     | 1       | 0      | Викторија Плзењ       |
| 23  | Г    | Јарослав Дробни      | 18. октобар 1979.   | 5       | 0      | Хамбургер             |

## Позиција на Фифиној ранг-листи
Према сајту ФИФА, репрезентација Чешке је била друга на ранг листи, што је њен највиши пласман. Најниже се рангирала у марту 1994. године, када је била на 67. месту на свету.
У следећој табели су приказане позиције чешке репрезентације на Фифиној ранг-листи:
| Година | Позиција | Највиша | Најнижа |
| ------ | -------- | ------- | ------- |
| 1994.  | 34       | 32      | 67      |
| 1995.  | 14       | 14      | 35      |
| 1996.  | 5        | 4       | 14      |
| 1997.  | 3        | 3       | 16      |
| 1998.  | 8        | 3       | 8       |
| 1999.  | 2        | 2       | 7       |
| 2000.  | 5        | 2       | 5       |
| 2001.  | 14       | 4       | 14      |
| 2002.  | 15       | 14      | 21      |
| 2003.  | 6        | 6       | 15      |
| 2004.  | 4        | 4       | 11      |
| 2005.  | 2        | 2       | 4       |
| 2006.  | 10       | 2       | 10      |

| Година | Позиција | Највиша | Најнижа |
| ------ | -------- | ------- | ------- |
| 2007.  | 6        | 6       | 11      |
| 2008.  | 11       | 6       | 11      |
| 2009.  | 25       | 11      | 25      |
| 2010.  | 30       | 25      | 37      |
| 2011.  | 33       | 30      | 47      |
| 2012.  | 29       | 18      | 31      |
| 2013.  | 28       | 24      | 32      |
| 2014.  | 17       | 17      | 36      |
| 2015.  | 26       | 15      | 26      |
| 2016.  | 43       | 25      | 43      |
| 2017.  | 48       | 40      | 58      |
| 2018.  |          |         |         |
| 2019.  |          |         |         |